# Friedrich Graeber
Friedrich Graeber (* 18. Oktober 1848 in Meiderich, heute Duisburg; † 18. August 1917 in Gadderbaum-Bethel, heute Bielefeld) war ein deutscher Architekt und Bauforscher.

## Leben
Graeber stammt aus einer rheinisch-westfälischen evangelischen Pfarrerfamilie. Sein Vater Hermann Johann (1814–1904) war von 1840 bis 1892 Pfarrer in Meiderich, zeitweise auch Superintendent; sein Großvater Franz Friedrich Graeber war Generalsuperintendent der Rheinprovinz. Er studierte von 1870 bis 1874 Architektur an der Berliner Bauakademie, vor allem bei Friedrich Adler. Dort wurden Wilhelm Dörpfeld und Karl Siebold seine Freunde. Zu dieser Zeit wurde er auch Mitglied des Berliner Wingolf. Von 1874 bis 1878 arbeitete er unter James Hobrecht an der Berliner Kanalisation. Er nahm von Herbst 1880 bis Frühjahr 1881 mit Dörpfeld an den Ausgrabungen von Olympia teil, wobei er sich besonders mit den Wasserleitungssystem beschäftigte. Zusammen mit Dörpfeld, Siebold und Richard Borrmann unternahm er anschließend eine archäologische Studienreise nach Unteritalien. 1886 erforschte er während eines sechswöchigen Aufenthalts die Wasserversorgungsanlagen von Pergamon; 1906 konnte er diese Forschungen fortführen. 1902 half er Dörpfeld bei dessen Forschungen zur Enneakrunos in Athen, in Ägina, Megara und Leukas. Er war einer der ersten, die sich intensiv mit antiken Wasserversorgungsanlagen beschäftigten.
Von Anfang 1893 bis 1898 arbeitete er am Bauamt der Von Bodelschwinghschen Anstalten, dessen Leitung Karl Siebold innehatte. Hier war er für zahlreiche kirchliche Bauprojekte verantwortlich (Dorfkirche Bockhorst, Dorfkirche Dielingen, Jöllenbeck, Hombruch, Evangelische Kirche Grevenbrück, Evangelisch Stiftisches Gymnasium Gütersloh). Seit 1899 führte er ein eigenes Architekturbüro in Bielefeld. Er erbaute u. a. das Genesungsheim in Volmarstein (1900), die Dreifaltigkeitskirche in Hagen-Eppenhausen (1901–1902), einen Krankenhausneubau (den „klassizistischen Neubau“ der Hochtaunusklinik) in Bad Homburg vor der Höhe (1904) und die Kreuzkirche in Gelsenkirchen-Feldmark (1904–1906). Wegen Krankheit hat Graeber in den letzten zehn Jahren seines Lebens keine größeren Projekte mehr unternehmen können.
Graeber war mit Sophie Huyssen verheiratet und hatte drei Töchter, darunter Marga Böhmer.

## Schriften
- (mit Wilhelm Dörpfeld, Richard Borrmann, Karl Siebold): Über die Verwendung von Terrakotten am Geison. Berlin 1881, S. 14–22; ub.uni-heidelberg.de
- Die Wasserleitungen von Pergamon. Vorläufiger Bericht. Berlin 1888.
- Die Wasserleitungen. In: Olympia. Die Ergebnisse der von dem Deutschen Reich veranstalteten Ausgrabung. Textband 2: Die Baudenkmäler. Berlin 1892, S. 170–180; ub.uni-heidelberg.de
- Die Enneakrunos. In: Athenische Mitteilungen, 30, 1905, S. 1–64.
- Die Wasserleitung des Peisistratos und die Wasserversorgung des alten Athen. In: Zentralblatt der Bauverwaltung. Nr. 90, 1905, S. 557–560 (zlb.de).
- Vorläufiger Bericht über Untersuchung der Pergamenischen Wasserleitungen. Berlin 1906.
- Die Wasserleitungen. In: Altertümer von Pergamon. Band 1, Teil 3. Berlin 1912.